# Camptosaurus
Camptosaurus era un gen de erbivore, ornitischian care a trăit în jurasicul târziu în vestul Americii de Nord. Numele înseamnă „șopârlă flexibilă” (din greacă καμπτος / kamptos înseamnă „îndoit”, iar σαυρος / sauros  înseamnă „șopârlă”).
Camptosaurus era bine adaptat mediului, mandibula sa fiind prevăzută cu mulți dinți duri potriviți tăierii și măcinării materialelor vegetale cu care se hrănea.